# Alex Caruso
Alex Michael Caruso (College Station, 28 febbraio 1994) è un cestista statunitense, professionista nella NBA con gli Oklahoma City Thunder.

## Biografia
Di origini italiane, non ha la cittadinanza italiana in quanto i genitori hanno rinunciato ad averla.

## Caratteristiche tecniche
Può giocare sia da playmaker che da guardia anche se ha dimostrato la sua bravura a bloccare le palle. Dispone di un ottimo atletismo. Dotato di una buona conoscenza del gioco e fervore agonistico, spicca per intelligenza e concentrazione, fungendo da giocatore al servizio della squadra. Sebbene non sia eccellente in fase offensiva, Caruso si distingue per uno stile di gioco grintoso, rapido e con una buona visione di gioco, che lo hanno reso un pilastro difensivo dei Chicago Bulls. Ma è solo una volta arrivato in Illinois che si è rivelato questo lato di lui, abile ad anticipare l'avversario, piazzandosi nei momenti giusti e a rubare palla, grazie anche alla resistenza fisica.

## Carriera

### Gli anni alla high school
Caruso ha frequentato la A&M Consolidated High School nella sua cittadina di origine, College Station in Texas, dove ha giocato a basket sotto la conduzione tecnica degli allenatori Rusty Segler e Rick German. Nel suo ultimo anno ha viaggiato a una media di 18 punti e nove rimbalzi a gara, ed è stato nominato MVP di quel distretto dopo aver guidato la squadra nella postseason.

### L'università a Texas A&M
Dopo essersi diplomato al liceo, Caruso ha iniziato a frequentare la Texas A&M University. In 137 partite nei suoi quattro anni di carriera, ha segnato 8,0 punti, 4,7 assist e 2,02 rubate a partita di media, diventando il leader di tutti i tempi della squadra per numero di assist (649) e di palle rubate (276), sorpassando David Edwards in entrambe le categorie. Nel suo ultimo anno presso l'ateneo, è stato nominato nel quintetto difensivo ideale della Southeastern Conference ed è stato incluso nel secondo quintetto ideale della Southeastern Conference stessa.

### Oklahoma City Blue (2016-2017)
Non scelto al draft NBA 2016, Caruso si è unito ai Philadelphia 76ers per la NBA Summer League del 2016. Il 23 settembre 2016, ha firmato con gli Oklahoma City Thunder, ma successivamente – il 17 ottobre – è stato escluso dal roster prima dell'inizio della stagione NBA. Il 3 novembre è stato acquisito dagli Oklahoma City Blue nella NBA Development League.

### Los Angeles Lakers (2017-2021)
È entrato a far parte dei Los Angeles Lakers per la NBA Summer League di Las Vegas del 2017. Dopo alcune partite, di cui una nella quale è partito titolare al posto dell'infortunato Lonzo Ball, il 13 luglio ha firmato un cosiddetto two-way contract (una nuova formula di contratto introdotta dalla NBA a partire dalla stagione 2017-2018 che facilita gli spostamenti tra NBA e lega di sviluppo) diventando così il primo Laker a ottenere un contratto di quel tipo. Quattro giorni più tardi, Caruso e i Lakers hanno vinto la Summer League.
Ha debuttato alla NBA il 19 ottobre 2017 contro i Los Angeles Clippers, giocando 12 minuti e facendo registrare 2 punti, 2 assist e 1 rimbalzo nella sconfitta con il punteggio di 108-92. Nell'ultima partita stagionale (anch'essa disputata contro i Clippers, ma questa volta vinta) ha messo a segno il suo career-high con 15 punti e 7 rimbalzi.
Ha firmato un altro two-way contract con i Lakers dopo aver preso nuovamente parte alla Summer League. Dall'inizio della stagione 2018-2019 fino alla fine del mese di febbraio, ha giocato in NBA solo 6 partite, spesso per poco più di un minuto, mentre al contrario è stato utilizzato di frequente nella lega di sviluppo G League con i South Bay Lakers. Il 6 marzo 2019, in occasione della sconfitta contro i Denver Nuggets, ha eguagliato il suo career-high con una prova da 15 punti, a cui ha aggiunto anche 6 rimbalzi e 3 assist. Il 14 marzo invece di punti ne ha segnati 16, così come avvenuto anche il giorno dopo. Il 31 marzo, con le possibilità di qualificazione ai play-off ormai svanite, i molti infortuni a giocatori in rosa e LeBron James a riposo fino al termine della stagione, Caruso ha messo a segno 23 punti con 7/11 dal campo e 4/4 da tre contro i New Orleans Pelicans. Il 5 aprile realizza una prestazione da 32 punti, 10 rimbalzi e 6 assist nel derby cittadino vinto contro i Clippers. Grazie a questa prestazione è diventato l'unico giocatore dei Lakers in quella stagione, oltre a LeBron James, ad aver messo a referto una partita da almeno 30 punti, 10 rimbalzi e 5 assist. Caruso ha migliorato il suo career-high di assist mettendone a referto 11 nella penultima partita della stagione, la vittoria per 113-109 contro gli Utah Jazz, nella quale segna anche 18 punti. La partita successiva, persa contro i Portland Trail Blazers per 101-104 a causa di una tripla allo scadere di Maurice Harkless, migliora nuovamente il career-high di assist segnandone a tabellino 13, oltre a 12 punti.
Nel luglio 2019 è stato ufficializzato il suo rinnovo con i Lakers, con un contratto biennale da 5,5 milioni di dollari totali. L'11 ottobre, in occasione di gara 6 delle NBA Finals, nelle quali i suoi Lakers si giocavano l'anello contro i Miami Heat, gioca la sua prima partita da titolare ai playoff, sostituendo nella formazione il centro Dwight Howard, che aveva giocato titolare nelle precedenti 5 partite delle finals. Grazie alla vittoria per 106-93 in quella partita i Lakers si aggiudicano il loro diciassettesimo titolo NBA, consegnando il primo personale a Caruso.

### Chicago Bulls (2021-2024)
Entrato in free agency durante l'offseason, firma un contratto quadriennale da $37 milioni complessivi con i Chicago Bulls. Qui conferma la sua presenza grintosa in squadra e le sue capacità difensive, come dimostrano i premi di squadra ottenuti nel NBA All-Defensive Team nel 2023 e 2024.
Oklahoma City Thunders (2024-oggi)
Nel luglio 2024 viene scambiato per Josh Giddey in una trade con gli Oklahoma City Thunders.Il 18 maggio 2025 in una decisiva gara 7 contro i Denver Nuggets è fondamentale il suo apporto nel limitare Nikola Jokic, il più forte giocatore avversario, consentendo ai Thunders di raggiungere le West Conference Finals

## Statistiche
| † | Denota una stagione in cui ha vinto il titolo |

### NCAA
| Anno      | Squadra          | PG  | PT  | MP   | TC%  | 3P%  | TL%  | RP  | AP  | PRP | SP  | PP  |
| --------- | ---------------- | --- | --- | ---- | ---- | ---- | ---- | --- | --- | --- | --- | --- |
| 2012-2013 | Texas A&M Aggies | 33  | 17  | 24,7 | 37,3 | 26,5 | 60,0 | 3,2 | 3,4 | 1,8 | 0,5 | 5,5 |
| 2013-2014 | Texas A&M Aggies | 34  | 33  | 29,8 | 46,0 | 33,3 | 68,5 | 3,6 | 5,0 | 2,0 | 0,8 | 9,0 |
| 2014-2015 | Texas A&M Aggies | 33  | 33  | 31,5 | 46,3 | 36,6 | 68,5 | 4,5 | 5,5 | 2,1 | 0,2 | 9,1 |
| 2015-2016 | Texas A&M Aggies | 37  | 37  | 28,8 | 50,2 | 36,8 | 78,5 | 3,6 | 5,0 | 2,1 | 0,2 | 8,1 |
| Carriera  | Carriera         | 137 | 120 | 28,7 | 45,5 | 34,0 | 68,5 | 3,7 | 4,7 | 2,0 | 0,4 | 8,0 |

#### Massimi in carriera
- Massimo di punti: 28 vs Missouri (13 marzo 2014)[23]
- Massimo di rimbalzi: 10 vs Kentucky (10 gennaio 2015)
- Massimo di assist: 11 (2 volte)
- Massimo di palle rubate: 6 (3 volte)
- Massimo di stoppate: 3 (2 volte)
- Massimo di minuti giocati: 50 vs Missouri (13 marzo 2014)

### NBA

#### Regular Season
| Anno       | Squadra          | PG  | PT  | MP   | TC%  | 3P%  | TL%  | RP  | AP  | PRP | SP  | PP   |
| ---------- | ---------------- | --- | --- | ---- | ---- | ---- | ---- | --- | --- | --- | --- | ---- |
| 2017-2018  | L.A. Lakers      | 37  | 7   | 15,2 | 43,1 | 30,2 | 70,0 | 1,8 | 2,0 | 0,6 | 0,3 | 3,6  |
| 2018-2019  | L.A. Lakers      | 25  | 4   | 21,2 | 44,5 | 48,0 | 79,7 | 2,7 | 3,1 | 1,0 | 0,4 | 9,2  |
| 2019-2020† | L.A. Lakers      | 64  | 2   | 18,4 | 41,2 | 33,3 | 73,7 | 1,9 | 1,9 | 1,1 | 0,3 | 5,5  |
| 2020-2021  | L.A. Lakers      | 58  | 6   | 21,0 | 43,6 | 40,1 | 64,5 | 2,9 | 2,8 | 1,1 | 0,3 | 6,4  |
| 2021-2022  | Chicago Bulls    | 41  | 18  | 28,0 | 39,8 | 33,3 | 79,5 | 3,6 | 4,0 | 1,7 | 0,4 | 7,4  |
| 2022-2023  | Chicago Bulls    | 67  | 36  | 23,5 | 45,5 | 36,4 | 80,8 | 2,9 | 2,9 | 1,5 | 0,7 | 5,6  |
| 2023-2024  | Chicago Bulls    | 71  | 57  | 28,7 | 46,8 | 40,8 | 76,0 | 3,8 | 3,5 | 1,7 | 1,0 | 10,1 |
| 2024-2025† | Oklahoma Thunder | 54  | 3   | 19,3 | 44,6 | 35,3 | 82,4 | 2,9 | 2,5 | 1,6 | 0,6 | 7,1  |
| Carriera   | Carriera         | 417 | 133 | 22,3 | 44,0 | 37,6 | 75,8 | 2,9 | 2,8 | 1,3 | 0,5 | 6,9  |

#### Play-off
| Anno     | Squadra          | PG | PT | MP   | TC%  | 3P%  | TL%  | RP  | AP  | PRP | SP  | PP  |
| -------- | ---------------- | -- | -- | ---- | ---- | ---- | ---- | --- | --- | --- | --- | --- |
| 2020†    | L.A. Lakers      | 21 | 1  | 24,3 | 42,5 | 27,9 | 80,0 | 2,3 | 2,8 | 1,1 | 0,6 | 6,5 |
| 2021     | L.A. Lakers      | 6  | 0  | 20,2 | 36,8 | 29,4 | 100  | 1,3 | 0,5 | 0,2 | 0,7 | 5,8 |
| 2022     | Chicago Bulls    | 4  | 4  | 28,3 | 39,1 | 38,9 | -    | 2,8 | 4,3 | 1,3 | 1,0 | 6,3 |
| 2025†    | Oklahoma Thunder | 23 | 0  | 24,4 | 45,0 | 41,1 | 79,5 | 2,7 | 2,2 | 2,0 | 0,6 | 9,2 |
| Carriera | Carriera         | 54 | 5  | 24,2 | 42,8 | 35,5 | 80,3 | 2,4 | 2,4 | 1,4 | 0,6 | 7,6 |

#### Massimi in carriera
- Massimo di punti: 32 vs Los Angeles Clippers (5 aprile 2019)[24]
- Massimo di rimbalzi: 11 vs Toronto Raptors (6 novembre 2022)
- Massimo di assist: 13 vs Portland Trail Blazers (9 aprile 2019)
- Massimo di palle rubate: 6 (2 volte)
- Massimo di stoppate: 3 (2 volte)
- Massimo di minuti giocati: 43 vs Utah Jazz (7 aprile 2019)

### G League
| Anno      | Squadra          | PG  | PT | MP   | TC%  | 3P%  | TL%  | RP  | AP  | PRP | SP  | PP   |
| --------- | ---------------- | --- | -- | ---- | ---- | ---- | ---- | --- | --- | --- | --- | ---- |
| 2016-2017 | Oklahoma Blue    | 50  | 46 | 30,3 | 46,0 | 40,1 | 74,9 | 3,9 | 5,2 | 2,1 | 0,6 | 11,9 |
| 2017-2018 | South Bay Lakers | 29  | 25 | 30,6 | 49,9 | 38,7 | 82,4 | 3,8 | 7,8 | 2,0 | 0,4 | 19,0 |
| 2018-2019 | South Bay Lakers | 27  | 26 | 28,5 | 41,0 | 26,9 | 81,0 | 3,7 | 5,9 | 2,2 | 0,6 | 14,0 |
| Carriera  | Carriera         | 106 | 97 | 29,9 | 46,0 | 36,0 | 79,2 | 3,8 | 6,0 | 2,1 | 0,5 | 14,4 |

## Palmarès

### Club
- Campionato NBA: 2

Los Angeles Lakers: 2020
Oklahoma City Thunder: 2025

### Individuale
- All-NBDL Second Team (2018)
- NBA All-Defensive Team: 2

First Team: 2023
Second Team: 2024
- NBA Hustle Award: 1

2024